# Када ти живот да лимун, направи лимунаду (пословица)
Када ти живот да лимун, направи лимунаду је [енглеска] пословица која за циљ има подстицање оптимизма и позитивног 'ја то могу' става када се у животу суочавамо са потешкоћама или несрећама. Лимун сугерише киселост, односно животне недаће; направити лимунаду значи претворити га у нешто позитивно или пожељно.

## Порекло
Ову пословицу први пут је употребио хришћански анархистички писац Елберт Хабард у некрологу из 1915. године посвећеном глумцу патуљастог раста Маршалу Пинкнију Вајлдеру. Овај некролог, под називом „Краљ шаљивџија“, хвали Вајлдеров оптимистични став и достигнућа упркос инвалидитету:
„Сама његова појава оповргавала је познату догматску тврдњу Mens sana in corpore sano. Био је отеловљење здравог духа у нездравом телу. Доказао је вечити парадокс ствари. Уновчио је своје мане. Прихватио је лимун који му је судба послала и почео да продаје лимунаду.“
Иако ју је смислио Хабард,многи савремени аутори ову изреку приписују Дејлу Карнегију који ју је употребио у својој књизи из 1948. године „Како престати бринути и почети живети“. Карнегијева верзија гласи:
„Ако имате лимун, направите лимунаду.“
Карнеги се за ову изреку захвалио Џулијусу Розенвалду.

## Варијације
Септембра 1916. издање Auburn Seminary Record прво је објавило ову пословицу пратећи њене првобитне корене:
„[Хју К. Вокер] описао је песимисту као онога који флечеризује своју горку пилулу, а оптимисту као човека који је направио лимунаду од лимуна који му је дат.“

Осам година пре него што је Карнегијева књига вратила пословицу у мејнстрим, у издању The Rotarian из 1940. године појавила се поетска обрада пословице под називом Оптимиста:
"Life handed him a lemon,
As Life sometimes will do.
His friends looked on in pity,
Assuming he was through.
They came upon him later,
Reclining in the shade
In calm contentment, drinking
A glass of lemonade."
Године 1944., током прве кандидатуре Хомера Е. Кејпарта за Сенат, постао је познат по речима:
"Никад се нисам плашио невоља. Увек сам имао овај слоган: Ако вам неко да лимун, направите од њега лимунаду."

## У популарној култури
Аутобиографија Верна Хинкла из 1974, у којој је детаљно описао своје време главног уредника Ramparts, зове се Ако имате лимун, направите лимунаду.
Аутобиографија Верна Хинкла из 1974, у којој је детаљно описао своје време главног уредника Ремпартса, зове се Ако имате лимун, направите лимунаду.
Почетна тема отварања Мистериозног Научног Театра 3000, укључивала је текст „Џол каже кад добијеш лимун, правиш лимунаду“. Ово се променило када је емисија емитована на националном нивоу.
Изрека је постала популарна калка у хиспанској култури.
Видео игра Портал 2 укључује шалу о лику Кејву Џонсону који се љути на пословичну фразу: "Кад вам живот да лимуне, немојте правити лимунаду. Натерај живот да их узме натраг! Љутите се! Не желим ваше проклете лимуне, шта дођавола да радим са овим? Захтевај да видиш животног менаџера! Натерај живот да жали оног дана када је помислио да би могао дати лимуне Кејву Џонсону! Знаш ли ко сам? Ја сам човек који ће ти спалити кућу! Са лимунима! Рећи ћу својим инжењерима да измисле запаљиви лимун који ће вам сагорети кућу! "
2016. године, Бијонсе је објавила свој шести албум под називом Лимунада. Тема албума потиче из цитата баке Џеј-Зија, Хети Вајт, која се налази на албуму на крају нумере 10 „Слобода“, када каже: „Имала сам успона и падова, али увек нађем унутрашњу снагу да устанем. Послужили су ме лимуном, али сам направила лимунаду. "
Такође, у својој песми Реп Гад (са албума „Маршал Медрс ЛП 2“, 2013) Еминем цитира „[...] живот вам даје лимуне, направите лимунаду онда [...]“